# Counter-Strike Online
Counter-Strike Online — відеогра, ремейк Counter-Strike: Condition Zero, спрямований на азійський ринок відеоігор. Counter-Strike Online розроблена південнокорейської компанією Nexon Corporation під контролем Valve Corporation, власника інтелектуальної власності, ліцензії на бренд і самої гри. Counter-Strike Online видана в 2008 році під Microsoft Windows. Nexon Corporation є видавцем в Південній Кореї та Японії, компанія TianCity видає гру в Китаї, а Gamania — в Гонконгі та Тайвані.
Counter-Strike Online містить тільки багатокористувацький режим гри. Використовується система оплати за допомогою мікротранзакцій, за допомогою яких можна отримати зброю, яка значно перевершує за характеристиками зброю у безкоштовній версії.

## Ігровий процес
Counter-Strike Online містить різні мережеві режими гри, взяті з попередніх ігор серії, так і повністю нові.

### Класичний
У цих режимах неможливо відродитися до того, як закінчиться раунд.
- «VIP Assassination» — Ліквідація особливо важливої персони.

У цьому режимі завданням терористів є ліквідувати важливу особу, якою стає випадкова людина, що грає на сервері. Завданням спецназу є супроводити персону до пункту порятунку (вертольота) та не допустити її загибелі.
- «Bomb / Defuse» — Замінувати/знешкодити бомбу.

Мета гри - знешкодити бомбу для спецназу, або закласти її для терористів. Терористам пропонується дві точки для встановлення бомби. Скрадаючись, вони повинні пробратися на точку, щоб встановити бомбу. Після встановлення бомби контр-терористам буде сказано, що бомба вже встановлена і вони мають знешкодити її. Терористи виграють, якщо знищать увесь протиборчий загін, або встановлять бомбу і не дадуть її деактивувати. Контр-терористи виграють, якщо деактивують бомбу або знищать загін терористів до того, як ті закладуть бомбу.
- «Hostage Rescue» — Порятунок заручників.

Метою гри є виведення заручників для спецназу та їх утримання для терористів або повне знищення ворога. Спецназ виграє, якщо до закінчення часу раунду встигне довести всіх заручників до зони порятунку, а якщо будуть виведені не всі — переможуть терористи. Заручники на радарі відображаються для спецназу блакитними крапками. При порятунку заручника всім гравцям передається голосове повідомлення «Hostage has been rescued», а при порятунку всіх заручників виводиться відповідне повідомлення на екран. Щоб змусити заручника йти за собою, гравець, який грає за спецназ, повинен натиснути Use, перебуваючи поруч із заручником (при цьому слова, що вимовляються заручниками, добре чути на великій відстані). Щоб заручник перестав йти за спецназом, гравець повинен знову натиснути Use. На відміну від терористів, гравець контр-терорист може штовхати заручників, якщо ті блокують його. Поведінка заручників обмежена: йдучи за спецназом, вони не можуть присідати, відчиняти двері, але зістрибуючи з великої висоти, не втрачають здоров'я. Якщо заручник відстав, до нього потрібно знову підійти і натиснути Use. Під час перебування в зоні порятунку у гравців за спецназ зліва з'являється значок «R».

### Бій на смерть
- «Бій на смерть»

Класичний Deathmatch-режим. Гравець грає сам проти всіх інших і за обмежений час повинен знищити якнайбільше суперників. Гравець виграє, якщо він уб'є задану кількість гравців, або уб'є гравців більше, ніж інші гравці за обмежений час.
- «Бій на смерть (команда)»

Командний режим Deathmatch. Відрізняється від класичного тим, що команда контр-терористів протистоїть команді терористів. Переможе та команда, що набере більше вбивств суперників за обмежений час.
- «Бій на смерть (Зброя)»

Той же режим Deathmatch, але з деякими відмінностями, наприклад, в ньому не можна купувати зброю, вона видається при відродженні. На початку раунду всі гравці мають непогану зброю, наприклад, штурмові гвинтівки. За певну кількість вбивств зброя гравця змінюється на нову, слабшу, ніж попередня. Але при цьому очки зміни зброї зараховуються і за допомогу напарникові у вбивстві ворога. Після отримання зброї останнього рівня, після вбивства опонента цією зброєю, гравець отримує фінальну гранату. Якщо гравець вбиває ворога фінальною гранатою, його команда виграє та гра закінчується.

### Режими зомбі
- «Втеча зомбі»
- «Притулок зомбі — Кооператив»
- «Притулок зомбі — Протистояння»
- «Притулок зомбі» (Видалено)
- «Зомбі герой»
- «Зомбі мутація»
- «Зомбі темрява»
- «Зомбі оригінальний»
- «Війна зомбі»
- «Зомбі гігант»
- «Зомбі файли»

### Режими сценарію.
- Сценарій «зомбі»
- Сценарій «люди»

### Веселощі.
- «Жага битви»
- «Хованки»
- «Битва на базуках»
- «Битва предметів»
- "Футбол"
- "Виклик"
- «Бойова арена»
- «Звір»

### Зброя
Пістолети: Glock 18, USP, SIG-Sauer P228, Desert Eagle, FN Five-seven, Dual Elites.
Револьвери: Colt Anaconda
Дробовики: Benelli M3 Super 90, Benelli M4 Super 90, Daewoo USAS-12.
Пістолети-кулемети: TMP, MAC-10, HK MP5, UMP45, P90, HK MP7, Daewoo K1.
Штурмові гвинтівки: Colt M4A1, АК, Steyr AUG, SIG-552, Галіл, GIAT FAMAS, HK XM8, FN SCAR.
Штурмові снайперські гвинтівки: HK G3SG1, SG 550 Commando, SVD, VSK94.
Снайперські гвинтівки: Steyr Scout, AI Arctic Warfare Magnum.
Кулемети: M249, QBB95, MG3, MG36.

## Особливості гри
У Counter-Strike Online нову зброю потрібно купувати у магазині зброї. Частину зброї можна купити за очки, зароблені під час гри, а частину за «Cash» — валюту, в яку переводяться реальні гроші. У різних версіях гри є різна кількість зброї, що продається за реальні гроші.

## Counter-Strike Nexon: Zombies
У вересні 2014 року для західних країн вийшла версія Counter-Strike Online європейськими мовами. Гра відрізняється від оригінальної «CS Online» тільки цінами та асортиментом в ігровому магазині, а також набором карток для «Зомбі-режимів». Розповсюджується через сервіс Steam як Free-to-play (безкоштовна) гра.
Влітку 2018 року, завдяки вразливості у захисті Steam Web API, стало відомо, що точна кількість користувачів сервісу Steam, які грали в Counter-Strike Nexon: Zombies хоча б один раз, становить 5 222 958 людей.